# Kao the Kangaroo
Kao the Kangaroo (en polaco: Kangurek Kao) es un videojuego de plataformas desarrollado y publicado por Tate Multimedia. Fue estrenado en mayo de 2022 para Nintendo Switch, PlayStation 4, PlayStation 5, Microsoft Windows, Xbox One y Xbox Series X/S. Se trata de un reboot del juego original lanzado en el año 2000.

## Jugabilidad
Kao the Kangaroo es un juego de plataformas y acción de tercera persona en 3D, en el que los jugadores controlan a Kao mientras se mueve y salta a través de obstáculos y plataformas suspendidas en una variedad de entornos. Kao puede atacar a los enemigos usando sus guantes de boxeo y explorar áreas ocultas en busca de objetos coleccionables.

## Trama
Ambientado en Australia, un canguro boxeador llamado Kao emprende un viaje para buscar a su hermana desaparecida, Kaia, y descubrir el secreto de su padre perdido hace mucho tiempo, Koby. Para ello, debe luchar contra los famosos "maestros de la lucha" que están siendo influenciados por un poder oscuro y, en última instancia, enfrentarse al poderoso Guerrero Eterno que amenaza el equilibrio del mundo.